# Oddoniodendron romeroi
Oddoniodendron romeroi là một loài thực vật có hoa trong họ Đậu. Loài này được Mendes miêu tả khoa học đầu tiên.